# Ahmad ibn ʿAdschība
Ahmad ibn ʿAdschiba (arabisch أحمد بن عجيبة, DMG Aḥmad b. ʿAǧība; geb. 1747; gest. 1809) war ein Gelehrter, Poet und Sufimeister aus Marokko. Als Sufi war er der Darqawiyya-Tariqa, einem Zweig der Schadhiliyya zugehörig. Er war ein Schüler von Muhammad ibn Ahmad al-Buzidi (gest. 1814), der wiederum ein Schüler von ad-Darqawi war.
Er verfasste zahlreiche Werke, darunter ein Korankommentar (Tafsir), Werke zu u. a. der Sprachwissenschaft, den Koranlesarten, der Geschichte, dem Fiqh, eine Autobiographie, insbesondere aber seine Werke zum Sufismus sind heute bekannt, beispielsweise ein Lexikon zur Terminologie des Sufismus. Auch wurden seine Zwei Abhandlungen über die Einheit der Existenz ins Französische übersetzt (Deux Traités sur l'Unite de l'Existence), sowie seine Autobiographie ins Englische (Titel der englischen Übersetzung: Autobiography of a Moroccan Sufi: Ahmad Ibn 'Ajiba).
In neuerer Zeit hat sich zuerst Jean-Louis Michon (1924–2013) um die Erforschung seines Werkes verdient gemacht. Mittlerweile erfährt die späte Phase muslimischer Gelehrsamkeit insgesamt mehr Aufmerksamkeit in der Forschung und allgemein, was u. a. zu den oben erwähnten Übersetzungen geführt hat.

## Biographie
Ahmad ibn Adschiba wurde im Jahr 1160 n.H./1746 n. Chr. bei Tétouan geboren und wuchs auch behütet auf. Nach seiner Ausbildung in Tétouan und Fès, u. a. bei dem einflussreichen Gelehrten at-Tāwudī ibn Sūda (gest. 1795), kehrte er seiner vielversprechenden Karriere als Gelehrter oder Richter jedoch den Rücken. Nach einer Zeit im Rückzug traf er auf seinen Meister al-Buzidi und wurde kurz darauf dessen Schüler. Auf dem Weg der Sufis gab ihm sein Meister nach einigen Prüfungen schließlich die Erlaubnis zur Lehre und er wurde zu einem Vertreter der Sufi-Bewegung von ad-Darqāwī.
Die ca. 50 Werke Ibn Adschibas sind maßgeblich nach seiner vollständigen Hinwendung zum Sufismus verfasst und spiegeln dies auch inhaltlich wieder. Nach seinem Verscheiden ist bis heute insbesondere sein Korankommentar einflussreich, in dem er neben der traditionellen Koranexegese immer auch die innere Bedeutung der koranischen Ayas interpretiert. Aber auch sein Kommentar zu den Weisheiten des Ibn ʿAṭā Allāh as-Sakandarī ist weit über Marokko hinaus bekannt.

## Werke (Auswahl)
- Autobiographie (Titel der englischen Übersetzung: Autobiography of a Moroccan Sufi: Ahmad Ibn 'Ajiba).
- Zwei Abhandlungen über die Einheit der Existenz (übersetzt von Jean-Louis Michon).
- Glossar zur Terminologie des Sufismus (siehe die Arbeit von Jean-Louis Michon und die englische Übersetzung).
- The Book of Ascension: Looking into the Essential Truths of Sufism: (Mi'raj al-tashawwuf ila haqa'iq al-tasawwuf) A Lexicon of Sufic Terminology by Ahmad ibn 'Ajiba, Mohamed Fouad Aresmouk (Translator), Michael Abdurrahman Fitzgerald (Translator). Fons Vitae 2012; ISBN 978-1-891785-84-9.
- The Immense Ocean: Al-Bahr Al-Madid: A Thirteenth Century Quranic Commentary on the Chapters of the All-Merciful, the Event, and Iron (Fons Vitae Quranic Commentaries) 2009.
- Al-ʿumda fī šarḥ al-burda, Hg. ʿAbd as-Salām al-ʿImrānī al-Ḫālidī, Beirut: Dār al-Kutub al-ʿIlmiyya, 2011.
- Ad-durar al-mutanāṯira fī tawǧīh al-qirāʾāt al-mutawātira, Hg. ʿAbd as-Salām al-ʿImrānī al-Ḫālidī, Beirut: Dār al-Kutub al-ʿIlmiyya, 2013.
- Īqāẓ al-himam fī šarḥ al-ḥikam, Hg. Muḥammad Aḥmad Ḥasab Allāh, Kairo: Dār al-Maʿārif, 1983.
- Al-baḥr al-madīd fī tafsīr al-Qurʾān al-maǧīd, 5 Bde., Hg. Aḥmad al-Qurašī Raslān, Kairo: Maṭābiʿ al-Hayʾa al-Miṣriyya al-ʿĀmma li-l-Kitāb, 2000.